# Dorfkirche Gießmannsdorf

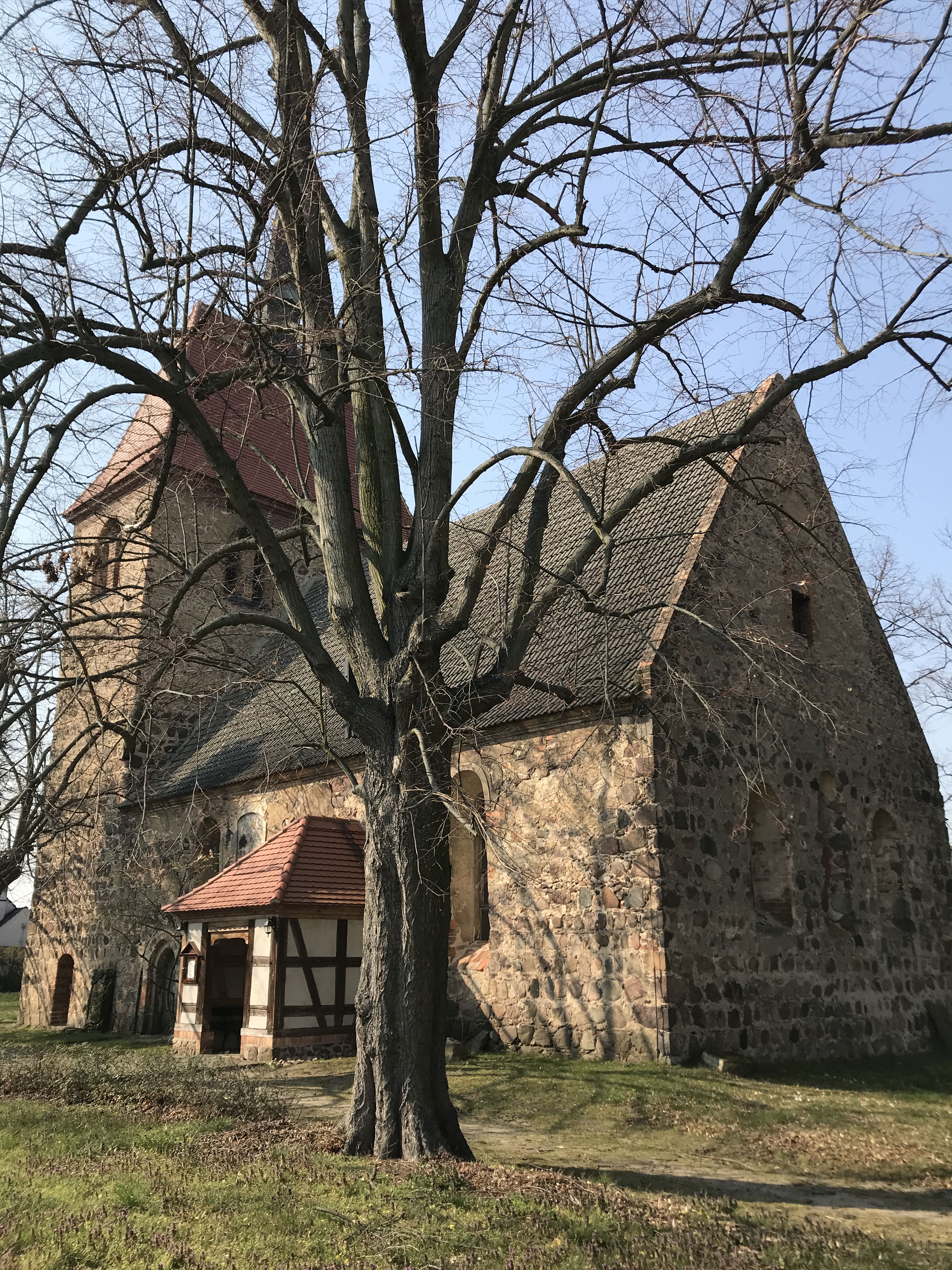
Dorfkirche Gießmannsdorf

Die evangelische Dorfkirche Gießmannsdorf ist eine frühgotische Feldsteinkirche aus der Zeit um 1300 in Gießmannsdorf, einem Ortsteil der Stadt Luckau im Landkreis Dahme-Spreewald im Land Brandenburg. Die Kirchengemeinde gehört zum Kirchenkreis Niederlausitz der Evangelischen Kirche Berlin-Brandenburg-schlesische Oberlausitz.

## Lage
Die Kreisstraße 6138 führt von der Bundesstraße 96 im Westen kommend in nordöstlicher Richtung durch den Ort. Im historischen Dorfzentrum umspannt sie bogenförmig – ebenfalls als Lindenallee – in südlicher Richtung die Kreisstraße. Die Kirche steht auf diesem leicht erhöhten Grundstück, das nicht eingefriedet ist.

## Geschichte
Das Bauwerk entstand in der Zeit um 1300 und gehörte seinerzeit zur Herrschaft Golßen. Das Brandenburgische Landesamt für Denkmalpflege und Archäologische Landesmuseum (BLDAM) vermutet, dass das Oberteil des Kirchturms wohl im 15. Jahrhundert entstand und begründet diese Annahme mit einer groberen Ausführung des Mauerwerks. Um 1600 erhielt das Bauwerk Emporen, die an der Nordseite im 21. Jahrhundert noch vorhanden sind. Zwischen 1715 und 1748 wurden die Öffnungen bis auf der Südportal barock vergrößert. In der Mitte des 18. Jahrhunderts lag das Kirchenpatronat beim Gutsbesitzer Paschke. Auf seine Initiative entstand an der Südseite eine Vorhalle aus Fachwerk. 1974 wurde die Kirche instand gesetzt, die Patronatsloge sowie die nordöstlich vorgelagerte Sakristei wurden entfernt.

## Baubeschreibung

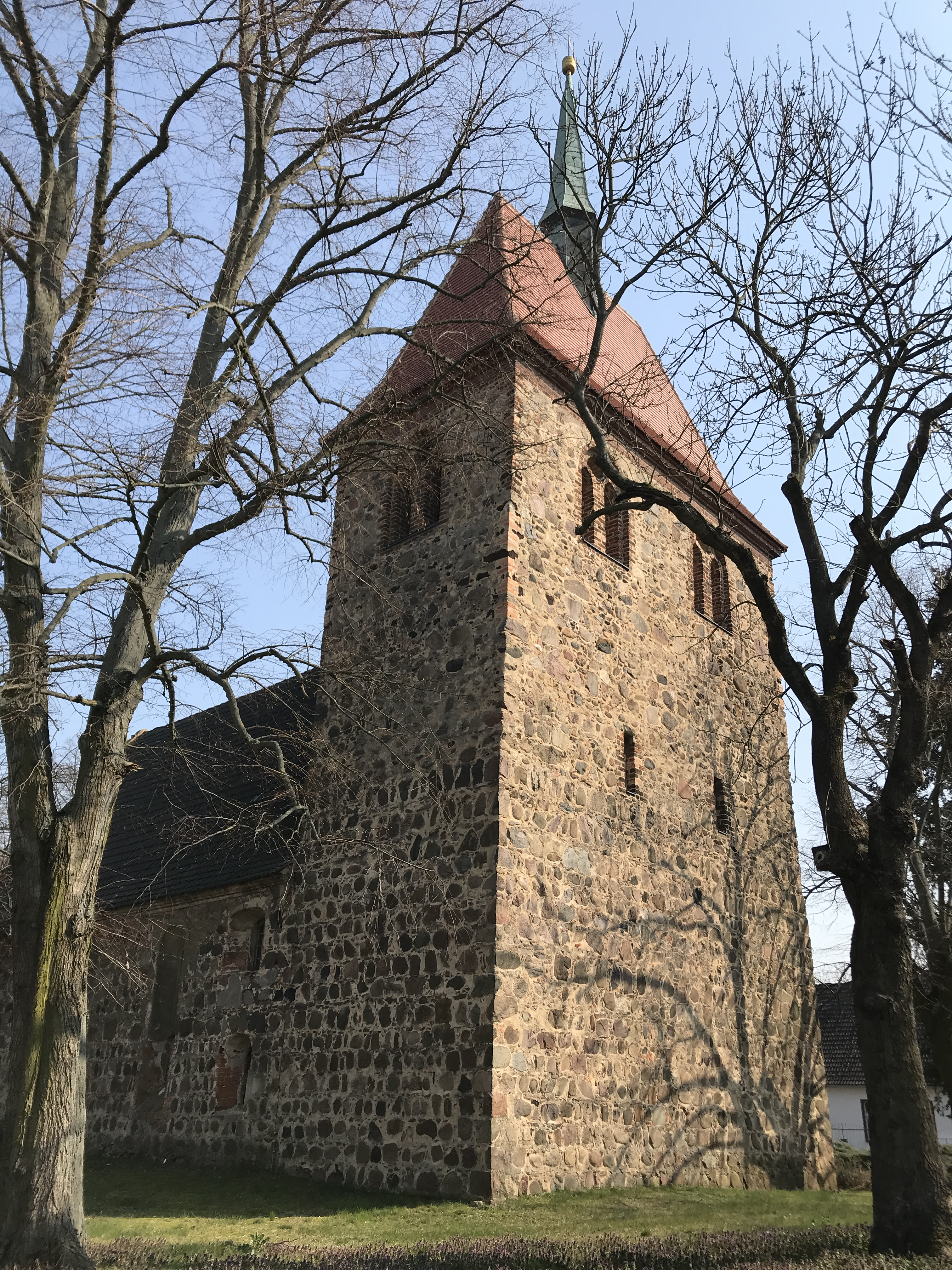
Westturm

Das Bauwerk entstand im Wesentlichen aus Feldsteinen, die behauen und weitgehend lagig geschichtet wurden. Der Chor ist gerade und nicht eingezogen. An der Ostwand sind drei Rundbogenfenster, von denen das mittlere höher gesetzt und schmaler ausgeführt wurde. Es dürfte sich dabei um eine ursprünglich spitzbogenförmige Dreifenstergruppe gehandelt haben. Der Giebel ist teilweise verputzt und könnte zu einer früheren Zeit verbrettert gewesen sein. Mittig ist eine kleine, annähernd quadratische Öffnung, darüber eine verputzte, ellipsenförmige Blende.
Die Nordseite des Chors ist geschlossen; die ursprünglich vorhandene Sakristei an der Nordostseite ist nicht mehr vorhanden. An der Nordwand ist mittig ein großes, rundbogenförmiges Fenster, dessen Laibung mit Putzresten versehen ist. Nach Westen folgen zwei gedrückt-segmentbogenförmige Fenster, mit denen Licht auf die Emporen fallen konnte. An der Südseite ist im östlichen Teil ein hohes, segmentbogenförmiges Fenster. Leicht ausmittig folgt die Vorhalle, die aus Fachwerk entstand. Sie hat einen rechteckigen Grundriss und ein Walmdach. Die Gemeinde bezeichnet den Anbau als „Glückshäuschen“ Westlich ist ein weiteres, kleineres Fenster im unteren Bereich, gefolgt von einem zugesetzten Fenster sowie einem weiteren, großen und segmentbogenförmigen Fenster im westlichen Bereich. Das Südportal ist zweistufig, spitzbogenförmig und mit rötlichen Mauersteinen eingefasst.
An das Kirchenschiff schließt sich der querrechteckige Kirchturm an, der die volle Breite des Schiffs aufnimmt. Das untere Geschoss ist an der Nord- und Westseite geschlossen. An der Südseite ist eine kleine, gedrückt-segmentbogenförmige Pforte, die ebenfalls mit Mauersteinen eingefasst ist. Im mittleren Geschoss sind an der Westseite etwa mittig zwei kleine und hochrechteckige Öffnungen. Darüber folgt das Glockengeschoss. Die Mauerwerksausführung ist hier deutlich ungleichmäßiger; die Steine nicht behauen. An der West- und Ostseite sind zwei gekuppelte, an der Nord- und Südseite je eine gekuppelte Klangarkade, die ebenfalls aus Mauerstein erstellt wurde. Darauf sitzt ein quergestelltes Walmdach mit einem Dachreiter, der mit Turmkugel und Wetterfahne abschließt.

## Ausstattung

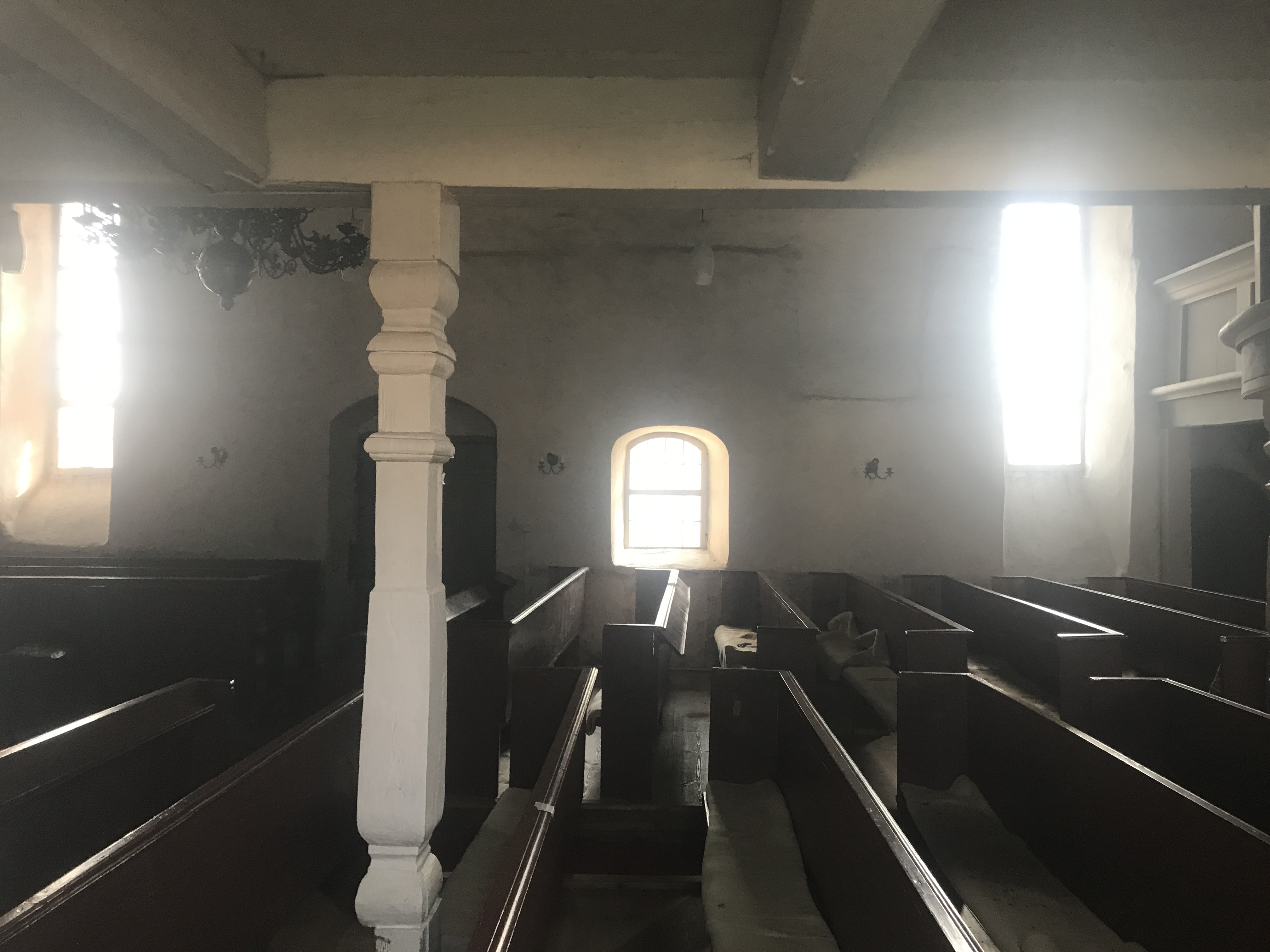
Blick ins Kirchenschiff

Der spätklassizistische Kanzelaltar stammt aus der Zeit um 1865. Er besteht nach Angaben des BLDAM aus einer „schlichten Tempelfront“ und besitzt an der spätgotischen Mensa eine Nische mit einer Klapptür und gotischen Beschlägen. An der Ostwand ist eine Sakramentsnische mit spitzbogiger Rahmung und einer schmiedeeisernen Gittertür aus dem 18. Jahrhundert. Die Westemporen sind halbrund und mittig vorspringend. Die Nordempore ist im Osten vorgezogen und mit Schnitzereien und Konsolen verziert. In der Südostecke steht ein Pfarrstuhl aus der Mitte des 18. Jahrhunderts. Ein Taufengel ist seit der Zeit nach dem Zweiten Weltkrieg abgängig.
Der Turm war früher mit zwei breiten Spitzbögen zum Schiff hingeöffnet. Das Bauwerk ist im Innern flach gedeckt. Auf der Westempore steht eine Orgel, die Carl Gotthold Claunigk im Jahr 1803 schuf. Von ihm stammt auch das Prospekt des Instruments. An der Südwand erinnert ein Epitaph an den 1712 verstorbenen Michael Exs.
Von den ursprünglich drei bronzenen Glocken ist noch die größte erhalten. Die kleinste musste im Zuge einer Metallspende des deutschen Volkes abgegeben werden. Eine weitere Glocke wurde gegen eine Stahlglocke getauscht.
Östlich des Chors erinnert ein Denkmal an die Gefallenen aus dem Ersten Weltkrieg. Es handelt sich um einen geschliffenen Naturstein auf Feldstein mit der Inschrift: „Zum Andenken unseren im Weltkriege 1914–1918 gebliebenen Helden“.